# Bataille d'Odelltown
Rébellion des Patriotes
Batailles
Saint-Denis – Saint-Charles – Saint-Eustache – Beauharnois – Baker's farm – Lacolle – Odelltown
La bataille d'Odelltown est une bataille qui eut lieu le 9 novembre 1838 lors de la rébellion des Patriotes.

## Déroulement
Afin de rétablir les relations avec la frontière, Robert Nelson et l'armée Patriotes tente de marcher sur Odelltown. Devant la marche de cette armée, les volontaires loyalistes retraitent jusque dans l'église d'Odelltown où s'établit un front qui va au-delà de Fisher's Tavern. Après plusieurs fructueuses sorties, les volontaires font reculer les rebelles grâce aux renforts britanniques. Les rebelles retraitent ensuite sur Napierville avant de se disperser devant la venue des troupes régulières dépêchées de Montréal. Les Frères chasseurs, qui avançaient vers l'église d'Odelltown en trois colonnes, se séparent pour mieux endiguer les volontaires qui s'y était réfugiés. En début d'après-midi, voyant que la tactique patriote se montrait efficace, environ 150 volontaires s'approchent du champ de bataille en continuant de tirer sur les rebelles. Puis, voyant que les Patriotes résistent toujours, ils décident d'incendier la grange derrière laquelle se trouve Charles Hindenlang, ses hommes et une partie de la colonne du major Hébert. Les rebelles doivent alors, eux aussi, se rendre à la clôture. Quoiqu'ils y soient moins bien protégés, ils poursuivent le combat une partie de l'après-midi. Grâce à l'incendie, les loyalistes qui se trouvaient toujours dans l'église peuvent en sortir.
À la suite de cette bataille, certains se sauvent vers la frontière américaine, d'autres se réfugient en région pendant que le major Hébert, Charles Hindenlang et le reste de leurs hommes marchent vers Napierville. Découragé, Robert Nelson quitte le Bas-Canada pour les États-Unis. Entretemps, Colborne avait pris la route de Napierville aux commandes d'une armée de 5 000 hommes. En marchant vers le grand camp, les Frères chasseurs sont informés que Colborne et sa troupe ne sont qu'à une demi-lieue de là, mais ils n'arriveront à Napierville que dans l'avant-midi du vendredi 10 novembre alors que la majorité des rebelles ont déjà quitté les lieux. Ne pouvant s'organiser suffisamment vite, les chefs patriotes renoncent à toute riposte après la tenue d'un conseil de guerre. Par la suite Colborne se rend à Odelltown pour prendre connaissance de la situation près de la frontière. Hindenlang essaie de gagner la frontière américaine, mais il se laisse finalement arrêter le samedi 10 novembre. Le major Hébert quant à lui y parvient après s'être caché toute la nuit.